# Amore, matrimoni e altri disastri
Amore, matrimoni e altri disastri (Love, Weddings & Other Disasters) è un film del 2020 scritto e diretto da Dennis Dugan e interpretato da Diane Keaton, Jeremy Irons, Maggie Grace e Andrew Bachelor.

## Produzione
Le riprese del film sono iniziate nel settembre 2019 e si sono svolte principalmente a Boston.

## Distribuzione
Il film è stato distribuito nelle sale statunitensi il 4 dicembre 2020, mentre in Italia è arrivato direttamente per la televisione, trasmesso in prima serata su Sky Cinema Uno il 13 ottobre 2021.

## Accoglienza
Il film, alla sua uscita, fu completamente stroncato dalla critica, con il sito di recensioni Rotten Tomatoes che gli ha assegnato un punteggio pari al 3% basato su 29 recensioni e un punteggio totale di 2.8/10. Il commento principale nella sezione del sito recita: "Una commedia romantica solo nel senso più ampio del termine, Amore, matrimoni e altri disastri ci ricorda che anche star come Diane Keaton e Jeremy Irons occasionalmente fanno cose spiacevoli per saldare i debiti".